# Brian Muir

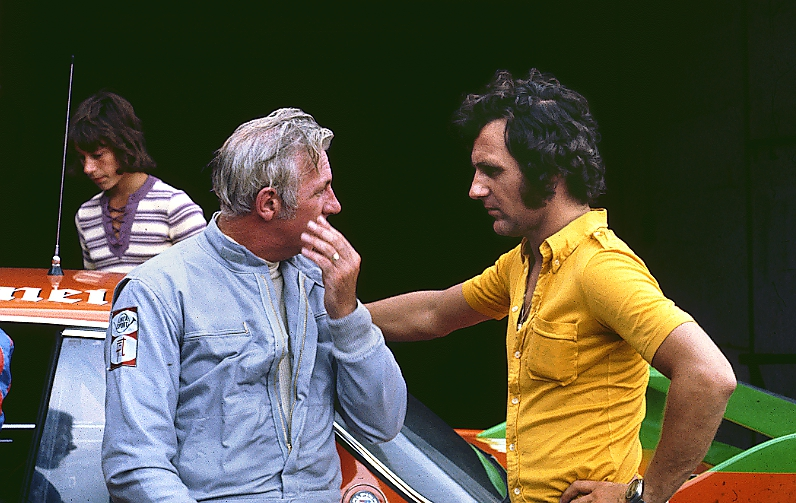
Brian Muir (links) und Toine Hezemans 1973 am Nürburgring

Brian Muir (* 30. Juni 1931 in Sydney; † 11. September 1983 in Silverstone) war ein australischer Autorennfahrer.

## Karriere
Brian Muir war Ende der 1960er- und zu Beginn der 1970er-Jahre einer der erfolgreichsten Piloten im Tourenwagensport. 1965 war er Dritter in der Gesamtwertung der Tourenwagenmeisterschaft seines Heimatlandes geworden und kam mit dieser Empfehlung nach Europa. Muir fuhr in der britischen Tourenwagen-Meisterschaft und wurde 1968 auf einem Ford Falcon Sprint Zweiter in dieser Meisterschaft. 1970 wurde er Meisterschaftsdritter; sein Fahrzeug in dieser Saison war ein Chevrolet Camaro. Muir fuhr bis 1976 in dieser Rennserie. In der Tourenwagen-Europameisterschaft war sein bestes Gesamtergebnis der zweite Platz in der Schlusswertung 1973. Er fuhr in dieser Saison einen BMW 3.0 CSL von Alpina Racing.
Muir bestritt auch Sportwagenrennen. Jahrelang war er Werksfahrer bei John Wyer und ging für dessen Team in der Sportwagen-Weltmeisterschaft an den Start. Beim 24-Stunden-Rennen von Le Mans fuhr er den Mirage M1 und den Ford GT40. Bei vier Starts konnte er sich jedoch in keinem dieser Langstreckenrennen platzieren. 1969 pilotierte er bei einigen Rennen den Werks-Lotus 62.
Auf dem Heimweg von einem Rennen in Silverstone im September 1983 erlitt Muir einen Kollaps und starb.

## Statistik

### Le-Mans-Ergebnisse
| Jahr | Team                             | Fahrzeug        | Teamkollege   | Teamkollege         | Platzierung | Ausfallgrund     |
| ---- | -------------------------------- | --------------- | ------------- | ------------------- | ----------- | ---------------- |
| 1966 | Alan Mann Racing Ltd.            | Ford GT40 Mk.II | Graham Hill   |                     | Ausfall     | Aufhängung       |
| 1967 | John Wyer Automotive Engineering | Mirage M1       | Jacky Ickx    |                     | Ausfall     | Motorschaden     |
| 1968 | John Wyer Automotive Engineering | Ford GT40       | Jackie Oliver |                     | Ausfall     | Kupplungsschaden |
| 1976 | Team Brock                       | BMW 3.5CSL      | Peter Brock   | Jean-Claude Aubriet | Ausfall     | Getriebeschaden  |

### Einzelergebnisse in der Sportwagen-Weltmeisterschaft
| Saison | Team                          | Rennwagen            | 1   | 2   | 3   | 4   | 5   | 6   | 7   | 8   | 9   | 10  | 11  | 12  | 13  | 14  | 15  | 16  | 17  |
| ------ | ----------------------------- | -------------------- | --- | --- | --- | --- | --- | --- | --- | --- | --- | --- | --- | --- | --- | --- | --- | --- | --- |
| 1966   | Alan Mann Racing              | Ford GT40            | DAY | SEB | MON | TAR | SPA | NÜR | LEM | MUG | CCE | HOK | SIM | NÜR | ZEL |     |     |     |     |
| 1966   | Alan Mann Racing              | Ford GT40            |     |     |     | DNF |     |     |     |     |     |     |     |     |     |     |     |     |     |
| 1967   | JW Automotive Ashcroft Racing | Mirage M1 Chevron B6 | DAY | SEB | MON | SPA | TAR | NÜR | LEM | HOK | MUG | BRH | CCE | ZEL | OVI | NÜR |     |     |     |
| 1967   | JW Automotive Ashcroft Racing | Mirage M1 Chevron B6 |     |     |     |     |     |     | DNF |     |     | 15  |     |     |     |     |     |     |     |
| 1968   | JW Automotive                 | Ford Gt40            | DAY | SEB | BRH | MON | TAR | NÜR | SPA | WAT | ZEL | LEM |     |     |     |     |     |     |     |
| 1968   | JW Automotive                 | Ford Gt40            |     |     |     |     |     |     | DNF |     |     |     |     |     |     |     |     |     |     |
| 1969   | Team Lotus                    | Lotus 62             | DAY | SEB | BRH | MON | TAR | SPA | NÜR | LEM | WAT | ZEL |     |     |     |     |     |     |     |
| 1969   | Team Lotus                    | Lotus 62             | 13  |     |     |     |     |     |     |     |     |     |     |     |     |     |     |     |     |
| 1973   | Alpina                        | BMW 3.0 CSL          | DAY | VAL | DIJ | MON | SPA | TAR | NÜR | LEM | ZEL | WAT |     |     |     |     |     |     |     |
| 1973   | Alpina                        | BMW 3.0 CSL          |     | 8   |     |     |     |     |     |     |     |     |     |     |     |     |     |     |     |
| 1977   | Colt                          | Colt Lancer G-2      | DAY | MUG | DIJ | MON | SIL | NÜR | VAL | PER | WAT | EST | LEC | MOS | IMO | SAL | BRH | HOK | VAL |
| 1977   | Colt                          | Colt Lancer G-2      |     |     |     |     |     |     |     |     |     |     |     | 17  |     |     |     |     |     |
| 1979   | Kinley Graham                 | Ford Capri           | DAY | SEB | TAL | MUG | DIJ | RIV | SIL | NÜR | LEM | PER | DAY | WAT | SPA | BRH | ROA | VAL | ELS |
| 1979   | Kinley Graham                 | Ford Capri           |     |     |     |     |     |     |     |     |     | DNF |     |     |     |     |     |     |     |